# USS Augusta (SSN-710)
O USS Augusta, um submarino da classe Los Angeles, foi a segunda embarcação da Marinha dos Estados Unidos a ser nomeada Augusta, Maine.
O contrato para construir o submarino foi concedido à Divisão de Barcos Elétricos da General Dynamics Corporation em Groton, Connecticut, em 31 de outubro de 1973, e sua quilha foi estabelecida em 1 de abril de 1983. O submarino foi lançado em 21 de janeiro de 1984, apadrinhado pela Sra. Diana D. Cohen, e comissionado em 19 de janeiro de 1985, com o comandante Thomas W. Turner ao comando.

## 1986 - Colisão
A Marinha Soviética, afirma que em 3 de outubro de 1986, o Augusta (sob o comando de James von Suskil), colidiu com o submarino de mísseis balísticos (da classe 667AU Nalim (Yankee-I)) K-219, comandado por Igor Britanov, ao largo da costa de Bermuda. A Marinha dos Estados Unidos, por outro lado, afirma que o K-219 foi desativado por uma explosão interna.
Em 20 de outubro de 1986, pouco após o K-219 afundar, o Augusta (já tendo voltado a patrulhar), colidiu com algo e foi forçado a retornar a Groton, gerando cerca de US$ 3 milhões em reparos em sua proa e sonar. O que colidiu com o submarino é, oficialmente, desconhecido. Se não foi o K-219, sugere-se que o Augusta estava seguindo um submarino de mísseis balísticos Delta-I, desconhecido de Augusta, e sendo seguido por um submarino da classe Victor.
Se as manobras abruptas houvessem sido feitas, Augusta poderia ter colidido com o Delta. Existem fotografias de um submarino Delta com um grande dente em seu arco de estibordo, que a Marinha Soviética identificou como K-279. Na versão russa do livro, o submarino soviético é identificado como K-457.

## Serviço posterior
Em julho de 1987, pouco depois da conclusão desse trabalho de reparo, o Augusta começou a servir como barco de teste para o sistema de sonar passivo BQG-5D Wide Aperture Array (WAA) e carregar o protótipo de sonares ARCI BQQ-10, que incorporam o computador na plataforma de componentes (o que permite a introdução fácil de atualizações modulares).
Em 2003, o USS Augusta foi um dos poucos submarinos que participaram da Tomahawk Strikes contra o Iraque na abertura da Operação Liberdade do Iraque. A embarcação lançou com sucesso mísseis contra todos os alvos nas missões atribuídas, saindo do teatro com 100% de conclusão.
O USS Augusta foi submetido a uma extensa manutenção em 2006 para prepará-lo para seis meses de desenvolvimento em 2007, que começou em março e foi concluída em setembro. O Augusta mudou seu porto de atracação para Norfolk Naval Shipyard, onde começou o desmantelamento em janeiro de 2008.
USS Augusta começou o seu descomissionamento em janeiro de 2008, e concluiu a desmontagem de seu reator em 24 de novembro de 2008.?